# یواس‌سی‌جی‌سی وودباین (دبلیوال‌بی-۲۸۹)
یواس‌سی‌جی‌سی وودباین (دبلیوال‌بی-۲۸۹) (به انگلیسی: USCGC Woodbine (WLB-289)) یک کشتی بود که طول آن ۱۸۰ فوت (۵۵ متر) بود. این کشتی در سال ۱۹۴۲ ساخته شد.